# 거너 라이트
거너 라이트(Gunner Wright, 1973년 8월 26일 ~ )는 미국의 배우이자 데드 스페이스 2, 데드 스페이스 3의 등장인물 '아이작 클라크'의 성우 및 모델링 배우이다. 그는 21세에 남부 캘리포니아로 이사할 때까지 모터사이클 경주에 참여했다. 이후 폭스 방송의 패스트레인(Fastlane) 시리즈에 등장하면서 배우 경력을 시작했다. 이후, 그는 클린트 이스트우드 감독의 제이. 에드가에 출연했다.

## 이력
거너 라이트는 영화 지.아이.조: 전쟁의 서막에서 미국 비밀검찰국의 대리인 역할로 출연했다. 2011년, 라이트는 윌리엄 유뱅크 감독의 러브에 출연했다. 이 영화에서, 라이트는 국제 우주 정거장에서 오도가도 못하게 된 우주인 '리 밀러'라는 주연을 맡게 되었다.
이후, 라이트는 일렉트로닉 아츠에서 제작한 데드 스페이스 2와 데드 스페이스 3의 주인공인 '아이작 클라크'의 성우 및 얼굴 모델링 배우로 출연했다. 이후 2010년 샌디에이고 코믹-콘 인터내셔널에 등장하여 데드 스페이스 2 게임을 홍보했다.